# François Beaulne
Pour les articles homonymes, voir Beaulne.
François Beaulne est un homme politique, un diplomate et un banquier canadien, né à Ottawa.

## Biographie
Il est fils de l'ambassadeur Yvon Beaulne et de Thérèse Pratte.
Il possède une maîtrise en science politique (M.A)  de l'Université d'Ottawa, dont la thèse porte sur le Règlement 17 en Ontario, et une maîtrise en administration des affaires (M.B.A) finances et commerce international de la Columbia University à New York où il a également effectué des études doctorales en relations internationales.  Il devient alors professeur à l'Université d'Ottawa puis entame une carrière diplomatique en devenant consul du Canada à San Francisco de 1974 à 1978. À la fin de son mandat il devient responsable des relations fédérales-provinciales au ministère des Affaires extérieures du Canada (1978-1980), puis vice-président aux affaires internationales à la Banque nationale du Canada (1980-1987) où il contribue à la création de la division d'Amérique latine et d'une filiale de commerce, Natcan International, enregistrée à Hong Kong. Il s'implique dans de nombreuses associations dont l'Association canadienne pour les Nations unies, section de Montréal, comme président, et vice-président de la Fondation canadienne des droits de l'homme.
Aux élections fédérales de 1988, il se présente pour le Nouveau Parti démocratique dans la circonscription de Laurier—Sainte-Marie. Il est défait.
Quelques mois plus tard, il devient conseiller financier du chef de l'opposition officielle à l'Assemblée nationale du Québec,Jacques Parizeau, puis candidat du Parti québécois dans Bertrand lors des élections provinciales de 1988. Élu, il est réélu dans la circonscription de  Marguerite d'Youville en 1994 et 1998, jusqu'en 2003. Lors de ses mandats, il est délégué régional de la Montérégie et adjoint parlementaire au premier ministre de 1994 à 1996, vice-président de la Commission de l'économie et du travail de 1996 à 1998, adjoint parlementaire au ministre des Relations avec les citoyens et de l'Immigration de 1999 à 2001 et à la ministre d'État aux Relations internationales de 2001 à 2002. Il est également deuxième vice-président de l'Assemblée nationale du 12 mars 2002 au 3 juin 2003.
Il reprend alors une carrière diplomatique, devenant, depuis 2005, chef de mission et représentant parlementaire des Nations unies (PNUD) dans des pays en sortie de crise, dont le Cambodge, le Mozambique, le Burundi, la Tunisie, la Côte d'Ivoire, les îles Fidji et la République de Guinée. Il fait partie du groupe conseil des Nations-Unies (PNUD) pour la Prévention de crises et le relèvement et agit comme conseiller au développement international du Groupe Lussier/Terracam, spécialisé dans les équipements lourds et les exportations notamment à Cuba.